# 施滕多夫湖
54°09′47″N 10°42′11″E / 54.1630°N 10.7030°E
施滕多夫湖（德語：Stendorfer See），是德國的湖泊，位於該國北部石勒蘇益格-荷爾斯泰因州，由東荷爾斯泰因縣負責管轄，長1.5公里、寬0.7公里，面積0.55平方公里，海拔高度32.5米，平均水深4米，最大水深8米，水體容量224萬立方米，湖岸線長度3.8公里。